# Hockey World League femminile 2014-2015

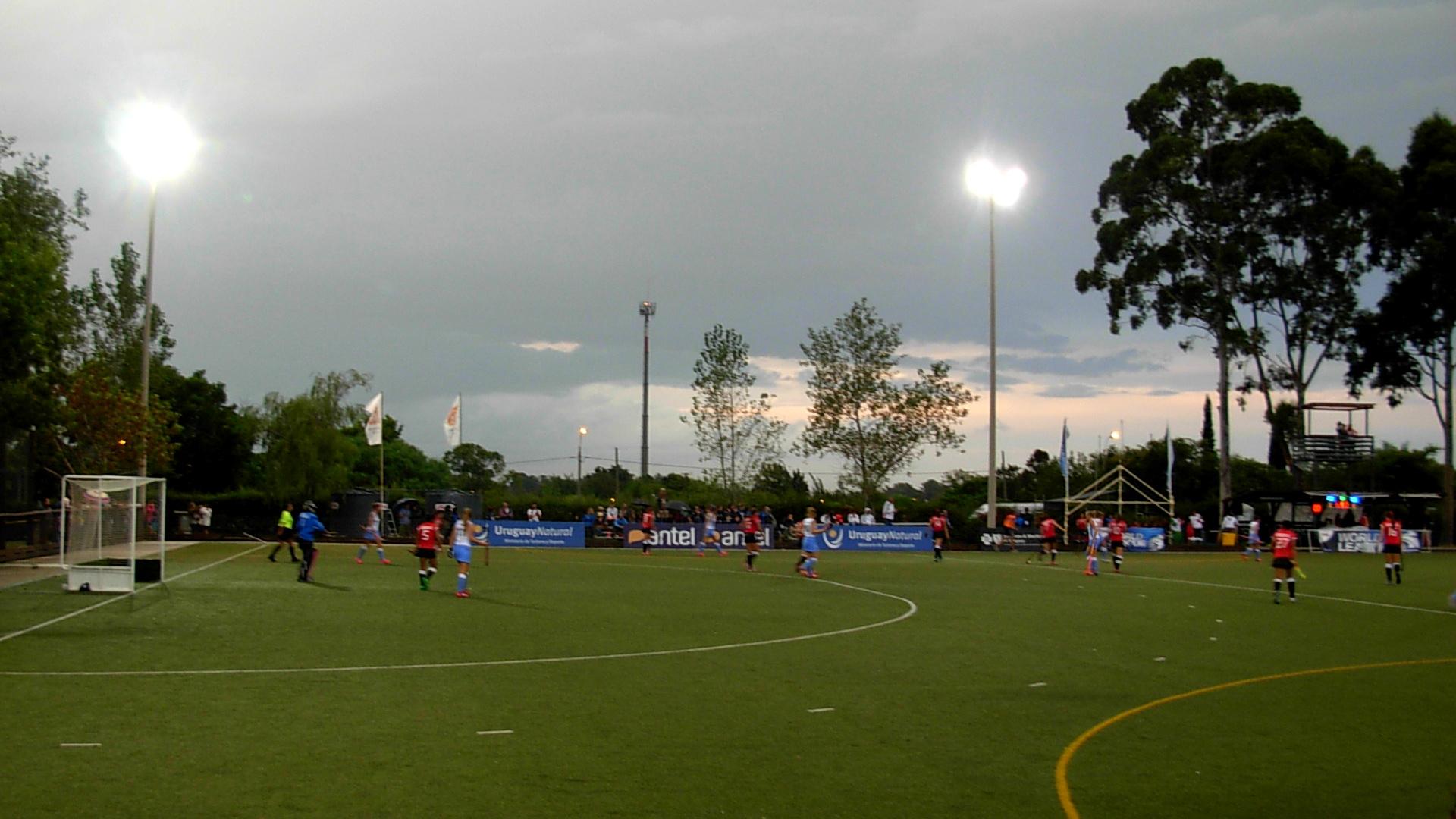

La Hockey World League femminile 2014-2015 è la seconda edizione del torneo organizzato dalla International Hockey Federation. Il torneo è iniziato il 21 giugno 2014 e si concluderà nel novembre 2015. I Paesi Bassi sono la squadra campione in carica. Le semifinali del torneo saranno valide anche come qualificazione ai Giochi della XXXI Olimpiade.

## Regolamento
Al torneo si sono iscritte 53 squadre. Le prime 11 squadre del ranking mondiale sono state ammesse direttamente alle semifinali, mentre le squadre classificate dal 12º al 19º posto sono state ammesse direttamente alla seconda fase. Dato che il torneo vale come qualificazione olimpica, la Scozia, diciannovesima nel ranking, non si è iscritta; il suo posto nella seconda fase è stato assegnato alla Russia, ventesima classificata.
Ammesse alla seconda fase:
- India
- Belgio
- Irlanda
- Spagna
- Azerbaigian
- Italia
- Cile
- Russia

Ammesse alle semifinali:
- Paesi Bassi
- Argentina
- Nuova Zelanda
- Regno Unito
- Germania
- Australia
- Cina
- Corea del Sud
- Giappone
- Stati Uniti
- Sudafrica

## Prima fase

### Singapore

#### Gruppo A
| Pos. | Squadra   | Pt | G | V | VS | PS | P | GF | GS | DR  |
| ---- | --------- | -- | - | - | -- | -- | - | -- | -- | --- |
| 1.   | Malaysia  | 6  | 2 | 2 | 0  | 0  | 0 | 24 | 0  | +24 |
| 2.   | Singapore | 3  | 2 | 1 | 0  | 0  | 1 | 4  | 10 | -6  |
| 3.   | Sri Lanka | 0  | 2 | 0 | 0  | 0  | 2 | 0  | 18 | -18 |

| Data           | Ora         | Partita   | Partita | Partita   |
| -------------- | ----------- | --------- | ------- | --------- |
| 21 giugno 2014 | 19:15 UTC+8 | Malaysia  | 14-0    | Sri Lanka |
| 22 giugno 2014 | 19:15 UTC+8 | Singapore | 0-10    | Malaysia  |
| 23 giugno 2014 | 19:15 UTC+8 | Sri Lanka | 0-4     | Singapore |

#### Gruppo B
| Pos. | Squadra    | Pt | G | V | VS | PS | P | GF | GS | DR  |
| ---- | ---------- | -- | - | - | -- | -- | - | -- | -- | --- |
| 1.   | Kazakistan | 9  | 3 | 3 | 0  | 0  | 0 | 13 | 0  | +13 |
| 2.   | Thailandia | 6  | 3 | 2 | 0  | 0  | 1 | 7  | 2  | +5  |
| 3.   | Hong Kong  | 3  | 3 | 1 | 0  | 0  | 2 | 7  | 9  | -2  |
| 4.   | Birmania   | 0  | 3 | 0 | 0  | 0  | 3 | 0  | 10 | -10 |

| Data           | Ora         | Partita    | Partita | Partita    |
| -------------- | ----------- | ---------- | ------- | ---------- |
| 21 giugno 2014 | 14:45 UTC+8 | Kazakistan | 2-0     | Thailandia |
| 21 giugno 2014 | 17:00 UTC+8 | Hong Kong  | 4-0     | Birmania   |
| 22 giugno 2014 | 14:45 UTC+8 | Thailandia | 4-0     | Birmania   |
| 22 giugno 2014 | 17:00 UTC+8 | Hong Kong  | 0-9     | Kazakistan |
| 23 giugno 2014 | 14:45 UTC+8 | Kazakistan | 2-0     | Birmania   |
| 23 giugno 2014 | 17:00 UTC+8 | Thailandia | 3-0     | Hong Kong  |

#### Secondo turno
|  | Semifinali | Semifinali | Semifinali |            |          | Finale          | Finale          | Finale          |  |
|  |            |            |            |            |          |                 |                 |                 |  |
|  | Thailandia | Thailandia | 0          |            |          |                 |                 |                 |  |
|  | Thailandia | Thailandia | 0          |            |          |                 |                 |                 |  |
|  | Malaysia   | Malaysia   | 8          |            |          |                 |                 |                 |  |
|  | Malaysia   | Malaysia   | 8          |            | Malaysia | Malaysia        | 5               |                 |  |
|  |            |            |            |            | Malaysia | Malaysia        | 5               |                 |  |
|  |            |            | Kazakistan | Kazakistan | 0        |                 |                 |                 |  |
|  | Kazakistan | Kazakistan | Kazakistan | Kazakistan | 0        | 5               |                 |                 |  |
|  | Kazakistan | Kazakistan |            |            |          | 5               |                 |                 |  |
|  | Singapore  | Singapore  | 1          |            |          | Finale 3º posto | Finale 3º posto | Finale 3º posto |  |
|  | Singapore  | Singapore  | 1          |            |          |                 |                 |                 |  |
|  |            |            |            |            |          |                 |                 |                 |  |
|  |            |            |            |            |          | Thailandia      | Thailandia      | 4               |  |
|  |            |            |            |            |          | Thailandia      | Thailandia      | 4               |  |
|  |            |            |            |            |          | Singapore       | Singapore       | 1               |  |

|  | Incontro per il 7º posto | Incontro per il 7º posto | Incontro per il 7º posto |           |           | Incontro per il 5º posto | Incontro per il 5º posto | Incontro per il 5º posto |  |
|  |                          |                          |                          |           |           |                          |                          |                          |  |
|  | Sri Lanka                | Sri Lanka                | 4                        |           |           |                          |                          |                          |  |
|  | Sri Lanka                | Sri Lanka                | 4                        |           |           |                          |                          |                          |  |
|  | Birmania                 | Birmania                 | 0                        |           |           |                          |                          |                          |  |
|  | Birmania                 | Birmania                 | 0                        |           | Sri Lanka | Sri Lanka                | 7                        |                          |  |
|  |                          |                          |                          |           | Sri Lanka | Sri Lanka                | 7                        |                          |  |
|  |                          |                          | Hong Kong                | Hong Kong | 0         |                          |                          |                          |  |

#### Classifica
| Pos. | Squadra    |
| ---- | ---------- |
| 1.   | Malaysia   |
| 2.   | Kazakistan |
| 3.   | Thailandia |
| 4.   | Singapore  |
| 5.   | Sri Lanka  |
| 6.   | Hong Kong  |
| 7.   | Birmania   |

### Šiauliai
| Pos. | Squadra     | Pt | G | V | VS | PS | P | GF | GS | DR |
| ---- | ----------- | -- | - | - | -- | -- | - | -- | -- | -- |
| 1.   | Bielorussia | 9  | 3 | 3 | 0  | 0  | 0 | 14 | 5  | +9 |
| 2.   | Ucraina     | 6  | 3 | 2 | 0  | 0  | 1 | 5  | 4  | +1 |
| 3.   | Lituania    | 3  | 3 | 1 | 0  | 0  | 2 | 5  | 10 | -5 |
| 4.   | Polonia     | 0  | 3 | 0 | 0  | 0  | 3 | 2  | 7  | -5 |

| Data           | Ora         | Partita     | Partita | Partita     |
| -------------- | ----------- | ----------- | ------- | ----------- |
| 27 giugno 2014 | 15:00 UTC+3 | Bielorussia | 4-1     | Polonia     |
| 27 giugno 2014 | 17:15 UTC+3 | Ucraina     | 2-1     | Lituania    |
| 28 giugno 2014 | 15:00 UTC+3 | Ucraina     | 2-3     | Bielorussia |
| 28 giugno 2014 | 17:15 UTC+3 | Polonia     | 1-2     | Lituania    |
| 29 giugno 2014 | 15:00 UTC+3 | Polonia     | 0-1     | Ucraina     |
| 29 giugno 2014 | 17:15 UTC+3 | Bielorussia | 7-2     | Lituania    |